# 史蒂夫·弗朗西斯
史蒂夫·德肖恩·弗朗西斯（英語：Steve D'Shawn Francis，1977年2月21日—），出生于美国马里兰州，美国前职业篮球运动员，司职控球后卫。

## 职业生涯

### 休斯敦火箭队
1999年NBA选秀中，从马里兰大学毕业弗朗西斯在首轮总第2位被温哥华灰熊队选中，但是由于其不愿去灰熊打球，球队不得不在夏天将其交换到了休斯敦火箭队。2002年，作为球队核心的弗朗西斯在2002年NBA选秀中以第一轮总第一位选中了来自中国的状元秀中锋姚明，他们两人成为了新的火箭队明星组合，在第一年就险些将去年还在联盟末尾徘徊的火箭带入NBA季後賽。他在对阵洛杉矶湖人队时候，拿下了职业生涯最高的44分。他曾经三次入选NBA全明星首发阵容。弗兰西斯由于其达40英寸（1.02米）的垂直弹跳和扣篮而出名。

### 奥兰多魔术队
2004年6月29日，弗朗西斯连同卡蒂诺·莫布里和凯文·卡托一起被交换到了奥兰多魔术队，同他们交换的球员是特雷西·麦克格雷迪、朱万·霍华德、泰伦·卢和利斯·盖因斯。
2006年1月12日，弗朗西斯由于拒绝在球队落后时候上场而被球队禁赛。但是他在四天后复出。
2006年2月5日，有传言说魔术队想用弗朗西斯交换丹佛掘金队的厄尔·沃特森，但是魔术队的总经理后来公开宣布他不会交易弗朗西斯。但是随后又传出他即将被交换到纽约尼克斯队、洛杉矶湖人队或是西雅图超音速队，以及原东家休斯敦火箭队的传言。

### 纽约尼克斯队
同年2月22日，在NBA的交易关闭日前一天，弗朗西斯被球队交换到了尼克隊，魔術隊則得到了小前锋特雷沃·阿里扎和得分后卫安芬尼·哈达威。2月26日，他第一次代表尼克隊出战，拿下16分，但是球队以90比94输给了新泽西网队。弗朗西斯在尼克身披穿1号球衣，因为球队的3号球衣属于斯蒂芬·马布里。
在纽约尼克隊期间，弗朗西斯上场时间和场均数据均大幅下降。但也不乏亮点，例如，2007年3月10日对阵华盛顿巫師隊时，弗朗西斯贡献了全场最高的26分，并在比赛即将结束前以一个三分绝杀球对手。
2007年6月29日，弗朗西斯同钱宁·弗莱一道被送往波特兰开拓者队以换取扎克·兰多夫、丹·迪考和弗雷德·琼斯，随之被球队买断合同，成为自由球员，最终弗朗西斯选择了重回休士頓火箭。

### 重返休士頓
原本預計會為火箭帶來新能量，但在開季之後，卻一直在板凳上，極少上場。2008年12月24日，休士頓火箭将他交易给了当年选秀中相中他的曼菲斯灰熊队，换取一个2011年NBA的选秀权，以避开奢侈税。但是在2009年1月27日，在弗朗西斯一场球都未打的情况下，灰熊队宣布了放弃他。

### 登陆中国联赛
2010年11月31日，弗朗西斯与中国CBA联赛球队北京金隅霹雳鸭队签署了保障性合同，正式加盟球队。成为了继斯蒂芬·马布里之后，第二位加盟中国篮球联赛的参加过NBA全明星赛的外援。由于糟糕的状态，弗朗西斯在四场比赛中只取得2分，并有多次被帽与失误，最终与球队解除合约。

## 名人琐事
- 弗朗西斯的家位于奥兰多，但是他在休斯敦也有房子。
- 弗朗西斯由于自己的个性和在姚明新秀赛季对其成长的关心和影响，被中国球迷称为“弗老大”，这也成为他在中国最出名的外号。
- 弗朗西斯於美國時間2016年11月21日9日晚間11點20分左右，在速限65英里（約104公里）的地段行駛約88英里（約141公里）被攔下來，警方聞到酒味欲對他實施酒測，但法蘭西斯拒絕配合停車受檢。[2]